# Bruckneudorf
Bruckneudorf (česky přeloženo „Mostecká Nová Ves“, maďarsky Királyhida, česky „Králův most“) je obec na východě Rakouska. Tvoří jihovýchodní předměstí města Most nad Litavou, od nějž ho odděluje zemská hranice mezi Burgenlandem a Dolními Rakousy (historická hranice uhersko-rakouská). Má asi 3000 obyvatel a protéká jím hlavní tok řeky Litavy. Na jeho území se také nachází železniční stanice Bruck an der Leitha na hlavní trati z Vídně do Budapešti.
Obec se rozvinula mezi samotným Bruckem (Mostem) a velkým vojenským táborem rakousko-uherské armády, který zde byl vybudován ve druhé polovině 19. století. Tato historie je reflektována i v díle Jaroslava Haška Osudy dobrého vojáka Švejka, kde sem Hašek umístil pasáž Švejkova setkání se sapérem Vodičkou. Později za první světové války zde byl velký zajatecký tábor, za druhé světové války pracovní tábor.
Jižně od obce je významné cvičiště rakouské armády (Truppenübungsplatz Bruckneudorf).